# Comunitat de comunes Sèvre, Maine i Goulaine
La Comunitat de comunes Sèvre, Maine i Goulaine (en bretó Kumuniezh-kumunioù Sevr, Mewan ha Goulen) és una estructura intercomunal francesa, situada al departament del Loira Atlàntic a la regió País del Loira però a la Bretanya històrica. Té una extensió de 56,01 kilòmetres quadrats i una població de 13.944 habitants (2010).

## Composició
Agrupa 4 comunes :
1. Château-Thébaud
2. Haute-Goulaine
3. Saint-Fiacre-sur-Maine
4. La Haie-Fouassière